# Coppa di Polonia 2017-2018 (pallavolo maschile)
La Coppa di Polonia 2017-2018 si è svolta dal 23 settembre 2017 al 28 gennaio 2018: al torneo hanno partecipato trenta squadre di club polacche e la vittoria finale è andata per la seconda volta al Trefl Gdańsk.

## Regolamento
Le squadre hanno disputato primo turno, secondo turno, terzo turno, quarto turno, quinto turno, quarti di finale, semifinali e finale.

## Squadre partecipanti
| - Asseco Resovia - AZS Cracovia - AZS Częstochowa - Bielsko-Bialskie II - Chrobry Głogów - Czarni Radom - Jastrzębski Węgiel - Kęczanin Kęty - Kozienice - Lechia | - Murowana Goślina - Norwid Częstochowa - Olimpia Sulęcin - ONICO Warszawa - Ostrołęka - Sanok - Siedlce - Skra Bełchatów - Ślepsk Suwałki - Słupca | - SMS Spała - SMS Spała II - Stal Grudziądz - Stal Nysa - Trefl Gdańsk - Tychy - Chełmiec Wałbrzych - Wola Warszawa - Września - ZAKSA |

## Torneo

### Tabellone
|  | Quarti di finale   | Quarti di finale   | Quarti di finale |                |                | Semifinali     | Semifinali | Semifinali |  |  | Finale | Finale | Finale |  |
|  |                    |                    |                  |                |                |                |            |            |  |  |        |        |        |  |
|  | Września           | Września           | 0                |                |                |                |            |            |  |  |        |        |        |  |
|  | Września           | Września           | 0                |                |                |                |            |            |  |  |        |        |        |  |
|  | ZAKSA              | ZAKSA              | 3                |                |                |                |            |            |  |  |        |        |        |  |
|  | ZAKSA              | ZAKSA              | 3                |                | ZAKSA          | ZAKSA          | 1          |            |  |  |        |        |        |  |
|  |                    |                    |                  |                | ZAKSA          | ZAKSA          | 1          |            |  |  |        |        |        |  |
|  |                    |                    | Trefl Gdańsk     | Trefl Gdańsk   | 3              |                |            |            |  |  |        |        |        |  |
|  | Stal Nysa          | Stal Nysa          | Trefl Gdańsk     | Trefl Gdańsk   | 3              | 0              |            |            |  |  |        |        |        |  |
|  | Stal Nysa          | Stal Nysa          |                  |                |                |                |            |            |  |  |        |        |        |  |
|  | Trefl Gdańsk       | Trefl Gdańsk       | 3                |                |                |                |            |            |  |  |        |        |        |  |
|  | Trefl Gdańsk       | Trefl Gdańsk       | 3                |                | Trefl Gdańsk   | Trefl Gdańsk   | 3          |            |  |  |        |        |        |  |
|  |                    |                    |                  |                |                |                |            |            |  |  |        |        |        |  |
|  |                    |                    | Skra Bełchatów   | Skra Bełchatów | 0              |                |            |            |  |  |        |        |        |  |
|  | ONICO Warszawa     | ONICO Warszawa     | Skra Bełchatów   | Skra Bełchatów | 0              | 3              |            |            |  |  |        |        |        |  |
|  | ONICO Warszawa     | ONICO Warszawa     |                  |                |                |                |            |            |  |  |        |        |        |  |
|  | Jastrzębski Węgiel | Jastrzębski Węgiel | 2                |                |                |                |            |            |  |  |        |        |        |  |
|  | Jastrzębski Węgiel | Jastrzębski Węgiel | 2                |                | ONICO Warszawa | ONICO Warszawa | 0          |            |  |  |        |        |        |  |
|  |                    |                    |                  |                | ONICO Warszawa | ONICO Warszawa | 0          |            |  |  |        |        |        |  |
|  |                    |                    | Skra Bełchatów   | Skra Bełchatów | 3              |                |            |            |  |  |        |        |        |  |
|  | Skra Bełchatów     | Skra Bełchatów     | Skra Bełchatów   | Skra Bełchatów | 3              | 3              |            |            |  |  |        |        |        |  |
|  | Skra Bełchatów     | Skra Bełchatów     |                  |                |                |                |            |            |  |  |        |        |        |  |
|  | Asseco Resovia     | Asseco Resovia     | 0                |                |                |                |            |            |  |  |        |        |        |  |

### Risultati

#### Primo turno
| 23 settembre 2017 Hala widowiskowo-sportowa, Tychy Durata: ? - Spettatori: ?   | Tychy         | 3 - 1 | Bielsko-Bialskie II | 25-19, 25-22, 17-25, 27-25       |
| 28 settembre 2017 Hala MOSiR, Radom Durata: ? - Spettatori: ?                  | Czarni Radom  | 3 - 2 | Stal Grudziądz      | 25-23, 22-25, 25-17, 29-31, 15-9 |
| 23 settembre 2017 Hala Sportowa OSiR, Kęty Durata: ? - Spettatori: ?           | Kęczanin Kęty | 3 - 1 | Kozienice           | 24-26, 25-19, 25-17, 25-16       |
| 23 settembre 2017 Centralny Ośrodek Sportu, Varsavia Durata: ? - Spettatori: ? | SMS Spała II  | 3 - 0 | Ostrołęka           | 25-22, 25-18, 25-21              |

#### Secondo turno
| 18 ottobre 2017 Hala MOSiR, Radom Durata: ? - Spettatori: ?        | Czarni Radom     | 3 - 1 | Tychy         | 22-25, 25-23, 25-22, 25-23 |
| 18 ottobre 2017 ?, ? Durata: ? - Spettatori: ?                     | Murowana Goślina | 0 - 3 | Słupca        | 0-25, 0-25, 0-25           |
| 18 ottobre 2017 ?, ? Durata: ? - Spettatori: ?                     | Chrobry Głogów   | 3 - 0 | Wola Warszawa | 25-19, 25-10, 25-16        |
| 18 ottobre 2017 Hala Sportowa OSiR, Kęty Durata: ? - Spettatori: ? | Kęczanin Kęty    | 3 - 0 | SMS Spała II  | 25-18, 25-22, 25-22        |

#### Terzo turno
| 8 novembre 2017 ?, ? Durata: ? - Spettatori: ?                                   | Słupca         | 0 - 3 | Stal Nysa          | 13-25, 11-25, 13-25        |
| 8 novembre 2017 ?, ? Durata: ? - Spettatori: ?                                   | Chrobry Głogów | 3 - 0 | Siedlce            | 25-10, 25-23, 25-23        |
| 12 novembre 2017 Hala Sportowa AGH, Cracovia Durata: ? - Spettatori: ?           | AZS Cracovia   | 1 - 3 | Ślepsk Suwałki     | 25-19, 23-25, 21-25, 9-25  |
| 8 novembre 2017 Hala sportowa ZSP, Tomaszów Mazowiecki Durata: ? - Spettatori: ? | Lechia         | 3 - 1 | Olimpia Sulęcin    | 20-25, 25-19, 25-22, 25-22 |
| 8 novembre 2017 Hala PWSZ Sanok, Sanok Durata: ? - Spettatori: ?                 | Sanok          | 3 - 0 | AZS Częstochowa    | 25-19, 25-23, 25-21        |
| 8 novembre 2017 Hala Sportowa OSiR, Kęty Durata: ? - Spettatori: ?               | Kęczanin Kęty  | 0 - 3 | Chełmiec Wałbrzych | 23-25, 12-25, 21-25        |
| 8 novembre 2017 Centralny Ośrodek Sportu, Varsavia Durata: ? - Spettatori: ?     | SMS Spała      | 1 - 3 | Norwid Częstochowa | 20-25, 25-20, 21-25, 15-25 |
| 8 novembre 2017 Hala MOSiR, Radom Durata: ? - Spettatori: ?                      | Czarni Radom   | 1 - 3 | Września           | 24-26, 14-25, 25-23, 19-25 |

#### Quarto turno
| 22 novembre 2017 ?, ? Durata: ? - Spettatori: ?                                   | Chrobry Głogów     | 0 - 3 | Stal Nysa      | 22-25, 19-25, 21-25               |
| 22 novembre 2017 Hala sportowa ZSP, Tomaszów Mazowiecki Durata: ? - Spettatori: ? | Lechia             | 3 - 2 | Ślepsk Suwałki | 25-17, 25-18, 22-25, 22-25, 18-16 |
| 22 novembre 2017 ?, ? Durata: ? - Spettatori: ?                                   | Chełmiec Wałbrzych | 3 - 0 | Sanok          | 26-24, 25-21, 25-21               |
| 22 novembre 2017 IX LO im. C.K. Norwida, Częstochowa Durata: ? - Spettatori: ?    | Norwid Częstochowa | 0 - 3 | Września       | 21-25, 22-25, 16-25               |

#### Quinto turno
| 20 dicembre 2017 Hala sportowa ZSP, Tomaszów Mazowiecki Durata: ? - Spettatori: ? | Lechia             | 1 - 3 | Stal Nysa | 21-25, 25-22, 22-25, 22-25 |
| 19 dicembre 2017 ?, ? Durata: ? - Spettatori: ?                                   | Chełmiec Wałbrzych | 0 - 3 | Września  | 23-25, 24-26, 18-25        |

#### Quarti di finale
| 10 gennaio 2018 Sala sportowa przy Gimnazjum, Września Durata: ? - Spettatori: ? | Września       | 0 - 3 | ZAKSA              | 19-25, 16-25, 21-25               |
| 10 gennaio 2018 Hala Sportowa PWSZ, Nysa Durata: ? - Spettatori: ?               | Stal Nysa      | 0 - 3 | Trefl Gdańsk       | 19-25, 17-25, 24-26               |
| 10 gennaio 2018 Hala Torwar, Varsavia Durata: ? - Spettatori: ?                  | ONICO Warszawa | 3 - 2 | Jastrzębski Węgiel | 25-23, 25-27, 16-25, 25-19, 15-13 |
| 10 gennaio 2018 Hala Energia, Bełchatów Durata: ? - Spettatori: ?                | Skra Bełchatów | 3 - 0 | Asseco Resovia     | 26-24, 25-20, 25-17               |

#### Semifinali
| 27 gennaio 2018 Sala del Centenario, Breslavia Durata: ? - Spettatori: ? | ZAKSA          | 1 - 3 | Trefl Gdańsk   | 25-19, 23-25, 23-25, 23-25 |
| 27 gennaio 2018 Sala del Centenario, Breslavia Durata: ? - Spettatori: ? | ONICO Warszawa | 0 - 3 | Skra Bełchatów | 19-25, 19-25, 24-26        |

#### Finale
| 28 gennaio 2018 Sala del Centenario, Breslavia Durata: ? - Spettatori: ? | Trefl Gdańsk | 3 - 0 | Skra Bełchatów | 25-21, 25-22, 25-22 |

## Premi individuali
| Premio                | Nome              | Squadra        |
| --------------------- | ----------------- | -------------- |
| MVP                   | Damian Schulz     | Trefl Gdańsk   |
| Miglior attaccante    | Artur Szalpuk     | Trefl Gdańsk   |
| Miglior muro          | Srećko Lisinac    | Skra Bełchatów |
| Miglior servizio      | Piotr Nowakowski  | Trefl Gdańsk   |
| Miglior palleggiatore | Marcin Janusz     | Skra Bełchatów |
| Miglior ricevitore    | Mateusz Mika      | Trefl Gdańsk   |
| Miglior difesa        | Fabian Majcherski | Trefl Gdańsk   |